# Redenhall with Harleston
Redenhall with Harleston – miasto w Anglii, w hrabstwie Norfolk, w dystrykcie South Norfolk. Leży 26 km na południe od Norwich i 140 km na północny wschód od Londynu. W 2001 miasto liczyło 4058 mieszkańców.